# Boris Szulzinger
Boris Szulzinger est un cinéaste et producteur belge, né le 20 septembre 1945 à Ixelles et mort le 29 juin 2023.
Il est surtout connu pour avoir tourné dans Bruxelles Les Tueurs fous en 1972 et pour avoir produit et coréalisé avec Picha Tarzoon, la honte de la jungle en 1975.

## Filmographie
- 1969 : Nathalie après l'amour (sous le pseudo Michael B. Sanders)
- 1972 : Les Tueurs fous, avec Roland Mahauden
- 1975 : Tarzoon, la honte de la jungle (coréalisé avec Picha). Prix Saint-Michel du dessin animé 1976.
- 1980 : Mama Dracula
- 1987 : Le Big Bang